# Вратечко
Вратечко је насељено место у саставу града Петриње, Република Хрватска.

## Становништво
Насеље је према попису становништва из 2011. године имало 60 становника.
| Националност       | 1991.       |
| Хрвати             | 89 (98,88%) |
| Срби               | 0           |
| Југословени        | 1 (1,11%)   |
| остали и непознато | 0           |
| Укупно             | 90          |